# Малгожата Залеська
Малгожата Залеська (30 жовтня 1969 , Варшава ) — польський економіст, професор економічних наук, голова фінансового комітету Польської академії наук (з 2015 р.), директорка Інституту банківської справи Варшавської школи економіки, президент Варшавської фондової біржі (2016—2017), член правління Національного банку Польщі (2009—2015) та президент Фонду банківських гарантій у Польщі (2006—2007).

## Біографія
Малгожата Залеська в 1993 році закінчила Варшавську школу економіки. Також закінчила навчальний курс з економічної політики та навчальний курс з економічної політики для країн Центральної та Східної Європи в Японії (1995). В 1997 році закінчила докторантуру, а через три роки габілітацію у Варшавській школі економіки, ставши доктором наук. У 2006 році отримала вчене звання професора в галузі економічних наук.
У 2009 році Залеська увійшла до складу президії фінансового комітету Польської академії наук. Згодом вона стала віцеголовою (2011) та головою (2015) згаданого комітету. У січні 2016 року призначена президентом Варшавської фондової біржі.

## Інші види діяльності
- Варшавська фондова біржа (Giełda Papierów Wartościowych w Warszawie, GPW), член наглядової ради (2000—2002)
- Міжнародна асоціація страховиків депозитів, член Виконавчої ради (2008—2009)
- Комітет з міжнародних відносин (ЄЦБ), член комітету (2009—2013)
- Економічний і фінансовий комітет (ЄС), член комітету (2009—2015)
- Центральний депозитарій цінних паперів Польщі (Krajowy Depozyt Papierów Wartościowych, KDPW), голова наглядової ради (2016—2017)
- Польська енергетична біржа (Towarowa Giełda Energii, TGE), голова наглядової ради (2016—2017)